# Kedungsupit
Kedungsupit is een bestuurslaag in het regentschap Probolinggo van de provincie Oost-Java, Indonesië. Kedungsupit telt 2540 inwoners (volkstelling 2010).